# Lumda (Grünberg)
Lumda ist ein Stadtteil von Grünberg im mittelhessischen Landkreis Gießen. Lumda liegt nördlich der Kernstadt im Vorderen Vogelsberg an der Lumda, die dem Ort den Namen gab.

## Ortsgeschichte

### Mittelalter
Aus der Zeit zwischen 780 und 802, das ist die Amtszeit des Abtes Baugulf von Fulda, stammt eine Erwähnung der Lumdaer Mark im Codex Eberhardi, einem Kopiar des Reichsklosters Fulda: „proprietates suas in Lunhane marca.“ (Ihre Besitzungen in der Lumdaer Mark). Da ein eindeutiger Bezug zum Ort Lumda fehlt, wird dies nicht als Datum der Ersterwähnung gesehen. Die älteste schriftliche Erwähnung des Dorfes Lumda erfolgte im Jahr 1227. Hier wird das Dorf Lumbe (villa = Dorf) genannt. Die Urkunde regelte, dass die Grünberger Bürger das Holz aus dem Wald für ihre Stadterweiterung verwenden durften, aber der abgeholzte Grund, 20 Morgen, beim Stift verblieb.
In einer Königsurkunden von 1267 steht: „juxta Luonam“ (neben Lumda). Auf die Zeit um 1300 wird die Erwähnung von „Lumme“ in einem Kopiar aus den Jahren von 1400–1420 datiert. Erstmals wird im 14. Jahrhundert in einem Salbuch zwischen „Ober- und Nieder-Lumda“ unterschieden. „ndirlumbe“ - „obirlume“ sowie „Lomme“ und „NydderLomme“.
1377 versetzte der Landgraf Hermann II. beide Lumda („dye zwey lume“) an Gerlach von Rumershusen. 1489 bekundete Landgraf Wilhelm II., dass er u. a. den Fronhof zu Nieder-Ohmen und allen Gefällen vom Stift St. Stephan zu Mainz zu Lehen trage.
Eine Urkunde im Hessischen Staatsarchiv Darmstadt erwähnt eine Person „wonhaft zcu Lume“.
1589 heißt es: „Klein Lumb“, was den Ort Nieder-Lumda meint.
Der Ortsname basiert auf einem sehr alten Gewässernamen, der eine indogermanische Sprachwurzel „Leu/Lu“ = Schmutz, besitzt, welche sich im Mhd. zu „Lumme“ und „Lumbe“ wandelt.

### Neuzeit
Die Statistisch-topographisch-historische Beschreibung des Großherzogthums Hessen berichtet 1830 über Lumda:

„Großlumda (L. Bez. Grünberg) evangel. Filialdorf; liegt 1 St. von Grünberg an der Lumda, hat 1 Kirche, 56 Häuser und 283 evangelische Einwohner, unter welchen sich 44 Bauern und 1 Taglöhner befinden. – Schon frühe kommt ein Lumme, vor welches Groß oder Kleinlumda ist. Es gehörte zu dem Gerichte Niederohmen, an welchem das Stift von St. Stephan betheiligt war; und 1370 bekennt Landgraf Heinrich II., daß er diesen Theil des Gerichts und die dazu gehörigen Dörfer und Wüstungen von diesen Stifte zu Lehen trage.“

Auch wird dort Klein-Lumda erwähnt:

„Kleinlumda (L. Bez. Grünberg) evangel. Filialdorf; liegt an der Lumda und 1 St. von Grünberg. Der Ort besteht aus 18 Häusern mit 90 Einwohnern, die evangelisch sind.“

Die spätklassizistische Evangelische Kirche wurde 1847/1848 anstelle einer mittelalterlichen Kapelle errichtet.

Bahnhof Lumda um 1899

Als die Bahnstrecke Gießen–Londorf–Grünberg (Lumdatalbahn) 1896 erbaut wurde, bekam Lumda einen eigenen Bahnhof. Bis 1934 wurde über diese Strecke das in Ortsnähe geschürfte Eisenerz abtransportiert. Ebenso wurden Baustoffe zum Bau der Reichsautobahn angeliefert, die am Bahnhof Lumda (vermutlich auf eine Feldbahn) umgeladen wurden. Am 26. Mai 1963 wurde die Strecke Grünberg–Lollar stillgelegt.
Am 23. August 2010 wurde der Ort von einem mittelschweren Tornado der Stärke F3 getroffen.
Hessische Gebietsreform (1970–1977)
Im Zuge der Gebietsreform in Hessen wurde die bis dahin selbständige Gemeinde Lumda zum 31. Dezember 1970 auf freiwilliger Basis in die Stadt Grünberg eingemeindet. Für Lumda sowie für alle ehemals eigenständigen Gemeinden von Grünberg und die Kernstadt wurde je ein Ortsbezirk gebildet.

### Verwaltungsgeschichte im Überblick
Die folgende Liste zeigt die Staaten und Verwaltungseinheiten, denen Lumda angehört(e):
- 1391 und später: Heiliges Römisches Reich, Landgrafschaft Hessen, Amt Grünberg
- ab 1567: Heiliges Römisches Reich, Landgrafschaft Hessen-Marburg, Amt Grünberg[21]
- 1604–1648: Heiliges Römisches Reich, strittig zwischen Landgrafschaft Hessen-Darmstadt und Landgrafschaft Hessen-Kassel (Hessenkrieg)
- ab 1604: Heiliges Römisches Reich, Landgrafschaft Hessen-Darmstadt, Oberfürstentum Hessen, Amt Grünberg[22]
- ab 1806: Großherzogtum Hessen, Fürstentum Ober-Hessen, Amt Grünberg[23][24]
- ab 1815: Großherzogtum Hessen, Provinz Oberhessen, Amt Grünberg,[25]
- ab 1821: Großherzogtum Hessen,[Anm. 2] Provinz Oberhessen, Landratsbezirk Grünberg[Anm. 3]
- ab 1832: Großherzogtum Hessen, Provinz Oberhessen, Kreis Grünberg
- ab 1848: Großherzogtum Hessen, Regierungsbezirk Gießen
- ab 1852: Großherzogtum Hessen, Provinz Oberhessen, Kreis Grünberg
- ab 1867: Norddeutscher Bund,[Anm. 4] Großherzogtum Hessen, Provinz Oberhessen, Kreis Grünberg
- ab 1871: Deutsches Reich, Großherzogtum Hessen, Provinz Oberhessen, Kreis Grünberg
- ab 1874: Deutsches Reich, Großherzogtum Hessen, Provinz Oberhessen, Kreis Gießen
- ab 1918: Deutsches Reich (Weimarer Republik), Volksstaat Hessen, Provinz Oberhessen, Kreis Gießen
- ab 1938: Deutsches Reich, Volksstaat Hessen, Landkreis Gießen[26][Anm. 5]
- ab 1945: Amerikanische Besatzungszone,[Anm. 6] Groß-Hessen, Regierungsbezirk Darmstadt, Landkreis Gießen
- ab 1946: Amerikanische Besatzungszone, Hessen, Regierungsbezirk Darmstadt, Landkreis Gießen
- ab 1949: Bundesrepublik Deutschland, Hessen, Regierungsbezirk Darmstadt, Landkreis Gießen
- ab 1971: Bundesrepublik Deutschland, Hessen, Regierungsbezirk Darmstadt, Landkreis Gießen, Stadt Grünberg[Anm. 7]
- ab 1977: Bundesrepublik Deutschland, Hessen, Regierungsbezirk Darmstadt, Lahn-Dill-Kreis, Stadt Grünberg
- ab 1979: Bundesrepublik Deutschland, Hessen, Regierungsbezirk Darmstadt, Landkreis Gießen, Stadt Grünberg
- ab 1981: Bundesrepublik Deutschland, Hessen, Regierungsbezirk Gießen, Landkreis Gießen, Stadt Grünberg

### Recht

#### Materielles Recht
In Lumda galt der Stadt- und Amtsbrauch von Grünberg als Partikularrecht. Das Gemeine Recht galt nur, soweit der Amtsbrauch keine Bestimmungen enthielt. Dieses Sonderrecht alten Herkommens behielt seine Geltung auch während der Zugehörigkeit zum Großherzogtum Hessen im 19. Jahrhundert, bis es zum 1. Januar 1900 von dem einheitlich im ganzen Deutschen Reich geltenden Bürgerlichen Gesetzbuch abgelöst wurde.

#### Gerichtsverfassung seit 1803
In der Landgrafschaft Hessen-Darmstadt wurde mit Ausführungsverordnung vom 9. Dezember 1803 das Gerichtswesen neu organisiert. Für die Provinz Oberhessen wurde das „Hofgericht Gießen“ als Gericht der zweiten Instanz eingerichtet. Die Rechtsprechung der ersten Instanz wurde durch die Ämter bzw. Standesherren vorgenommen und somit war für Lumda das „Amt Grünberg“ zuständig. Das Hofgericht war für normale bürgerliche Streitsachen Gericht der zweiten Instanz, für standesherrliche Familienrechtssachen und Kriminalfälle die erste Instanz. Die zweite Instanz für die Patrimonialgerichte waren die standesherrlichen Justizkanzleien. Übergeordnet war das Oberappellationsgericht Darmstadt. Nach der Gründung des Großherzogtums Hessen 1806 wurden die Aufgaben der ersten Instanz 1821 im Rahmen der Trennung von Rechtsprechung und Verwaltung auf die neu geschaffenen Landgerichte übertragen. „Landgericht Grünberg“ war daher von 1821 bis 1879 die Bezeichnung für das erstinstanzliche Gericht, das für Lumda zuständig war.
Anlässlich der Einführung des Gerichtsverfassungsgesetzes mit Wirkung vom 1. Oktober 1879, infolge derer die bisherigen großherzoglichen Landgerichte durch Amtsgerichte an gleicher Stelle ersetzt wurden, während die neu geschaffenen Landgerichte nun als Obergerichte fungierten, kam es zur Umbenennung in „Amtsgericht Grünberg“ und Zuteilung zum Bezirk des Landgerichts Gießen. Am 1. Juli 1968 erfolgte die Auflösung des Amtsgerichts Grünberg, Lumda wurde dem Amtsgericht Gießen zugelegt.

## Bevölkerung

### Einwohnerstruktur 2011
Nach den Erhebungen des Zensus 2011 lebten am Stichtag dem 9. Mai 2011 in Lumda 630 Einwohner. Darunter waren 9 (1,4 %) Ausländer. Nach dem Lebensalter waren 102 Einwohner unter 18 Jahren, 267 zwischen 18 und 49, 147 zwischen 50 und 64 und 114 Einwohner waren älter. Die Einwohner lebten in 252 Haushalten. Davon waren 57 Singlehaushalte, 87 Paare ohne Kinder und 81 Paare mit Kindern, sowie 15 Alleinerziehende und 12 Wohngemeinschaften. In 48 Haushalten lebten ausschließlich Senioren und in 162 Haushaltungen lebten keine Senioren.

### Einwohnerentwicklung
| Quelle: Historisches Ortslexikon | |
| • 1577:                          | 22 Hausgesesse |
| • 1630:                          | 12 zweispännige, 6 einspännige Ackerleute, 7 Einläuftige |
| • 1669:                          | Groß-Lumda: 98; Klein-Lumda: 48 Seelen |
| • 1742:                          | Groß-Lumda: 2 Geistl./Beamte, 57 Untertanen, 12 Junge Mannschaften, kein Beisasse/Jude; Klein-Lumda: 13 Untertanen, 4 Junge Mannschaften, kein Beisasse/Jude |
| • 1791:                          | Groß-Lumda: 294; Wirberg: 6; Klein-Lumda: 54 Einwohner |
| • 1800:                          | Groß-Lumda: 297; Klein-Lumda: 67 Einwohner |
| • 1806:                          | Groß-Lumda: 300 (63); Klein-Lumda: 69 (14) Einwohner (Häuser)                                                                                                |
| • 1829:                          | Groß-Lumda: 283 (56); Klein-Lumda: 90 (18) Einwohner (Häuser)                                                                                                |
| • 1867:                          | 339 Einwohner, 73 bewohnte Gebäude (Groß- und Klein-Lumda)                                                                                                   |
| • 1875:                          | 388 Einwohner, 73 bewohnte Gebäude (Groß- und Klein-Lumda)                                                                                                   |

| Lumda: Einwohnerzahlen von 1791 bis 2020 | Lumda: Einwohnerzahlen von 1791 bis 2020 | Lumda: Einwohnerzahlen von 1791 bis 2020 | Lumda: Einwohnerzahlen von 1791 bis 2020 | Lumda: Einwohnerzahlen von 1791 bis 2020 |
| --- | ---------------------------------------- | ---------------------------------------- | ---------------------------------------- | ---------------------------------------- |
| Jahr |                                          |                                          |                                          | Einwohner                                |
| 1791 | 1791                                     |                                          | 384                                      | 384                                      |
| 1800 | 1800                                     |                                          | 364                                      | 364                                      |
| 1806 | 1806                                     |                                          | 363                                      | 363                                      |
| 1829 | 1829                                     |                                          | 383                                      | 383                                      |
| 1834 | 1834                                     |                                          | 370                                      | 370                                      |
| 1840 | 1840                                     |                                          | 402                                      | 402                                      |
| 1846 | 1846                                     |                                          | 473                                      | 473                                      |
| 1852 | 1852                                     |                                          | 479                                      | 479                                      |
| 1858 | 1858                                     |                                          | 418                                      | 418                                      |
| 1864 | 1864                                     |                                          | 357                                      | 357                                      |
| 1871 | 1871                                     |                                          | 386                                      | 386                                      |
| 1875 | 1875                                     |                                          | 388                                      | 388                                      |
| 1885 | 1885                                     |                                          | 346                                      | 346                                      |
| 1895 | 1895                                     |                                          | 378                                      | 378                                      |
| 1905 | 1905                                     |                                          | 386                                      | 386                                      |
| 1910 | 1910                                     |                                          | 428                                      | 428                                      |
| 1925 | 1925                                     |                                          | 445                                      | 445                                      |
| 1939 | 1939                                     |                                          | 432                                      | 432                                      |
| 1946 | 1946                                     |                                          | 639                                      | 639                                      |
| 1950 | 1950                                     |                                          | 638                                      | 638                                      |
| 1956 | 1956                                     |                                          | 674                                      | 674                                      |
| 1961 | 1961                                     |                                          | 638                                      | 638                                      |
| 1967 | 1967                                     |                                          | 664                                      | 664                                      |
| 1970 | 1970                                     |                                          | 679                                      | 679                                      |
| 1980 | 1980                                     |                                          | ?                                        | ?                                        |
| 1987 | 1987                                     |                                          | 670                                      | 670                                      |
| 2003 | 2003                                     |                                          | 688                                      | 688                                      |
| 2011 | 2011                                     |                                          | 630                                      | 630                                      |
| 2016 | 2016                                     |                                          | 501                                      | 501                                      |
| 2020 | 2020                                     |                                          | 619                                      | 619                                      |
| Datenquelle: Historisches Gemeindeverzeichnis für Hessen: Die Bevölkerung der Gemeinden 1834 bis 1967. Wiesbaden: Hessisches Statistisches Landesamt, 1968. Weitere Quellen: LAGIS; Ab 1970: Stadt Grünberg:; Zensus 2011 |                                          |                                          |                                          |                                          |

### Historische Religionszugehörigkeit
| • 1829: | 383 evangelische (= 100 %) Einwohner                              |
| • 1961: | 515 evangelische (= 80,7 %), 120 katholische (= 18,8 %) Einwohner |

## Politik
Für den Stadtteil Lumda besteht ein Ortsbezirk (Gebiete der ehemaligen Gemeinde Lumda) mit Ortsbeirat und Ortsvorsteher nach der Hessischen Gemeindeordnung.
Der Ortsbeirat besteht aus neun Mitgliedern. Bei den Kommunalwahlen in Hessen 2021 betrug die Wahlbeteiligung zum Ortsbeirat 57,45 %. Alle Kandidaten gehörten der Liste „Bürger*innen für Lumda“ an. Der Ortsbeirat wählte Sven Höres zum Ortsvorsteher.

## Infrastruktur und Verkehr
- Lumda hat ein Dorfgemeinschaftshaus.
- Der Ort liegt an der Kreisstraße 41, die die Landesstraßen 3125 im Osten und 3127 im Westen verbindet. Im Norden führt die Bundesautobahn 5 am Ort vorbei. Im Westen liegt die Autobahnabfahrt Grünberg.

## Vereine
Mehrere Vereine bestimmen das kulturelle Dorfleben, nämlich
- Burschen- und Mädchenschaft Lumda
- Freiwillige Feuerwehr Lumda mit Jugendfeuerwehr
- FSV Lumda
- Gesangverein Eintracht
- Obst- und Gartenbauverein
- Seniorenclub Lumda
- Sozialverband VdK Ortsverband Lumda
- Vogelschutzgruppe Lumda